# Институт социально-экономических исследований УФИЦ РАН
Институт социально-экономических исследований Уфимского федерального исследовательского центра РАН — научно-исследовательское учреждение (Уфа).
Среди основных направлений исследований института:
- анализ нестационарных динамических макроэкономических процессов;
- потенциал Российской Федерации и проблемы воспроизводства национального богатства; проблемы обеспечения устойчивого и экологически — безопасного экономического роста;
- трансформация социально-экономического пространства России; стратегия территориального развития;

Основные структурные подразделения (секторы) института: проблем региональной экономики; региональных финансов и бюджетно-налоговой политики; экономико-математического моделирования; экономической безопасности; прогнозирования территориального развития; социально-правовых исследований.

## Директор
- 1997—2004: д.э.н., профессор Фаттахов Рафаэль Валиахметович
- 2004—2006: д.э.н., профессор Климова Нина Ивановна
- 2006—н. в.: д.э.н., профессор Гайнанов Дамир Ахнафович